# Gadomus
Gadomus es un género de peces actinopterigios de la familia Macrouridae y de la orden de los gadiformes.

## Especies
- Gadomus aoteanus McCann & McKnight, 1980
- Gadomus arcuatus (Goode & T. H. Bean, 1886)
- Gadomus capensis (Gilchrist & von Bonde, 1924)
- Gadomus colletti D. S. Jordan & C. H. Gilbert, 1904
- Gadomus denticulatus C. H. Gilbert & C. L. Hubbs, 1920
- Gadomus dispar (Vaillant, 1888)
- Gadomus filamentosus (H. M. Smith & Radcliffe, 1912)
- Gadomus introniger C. H. Gilbert & C. L. Hubbs, 1920
- Gadomus longifilis (Goode & T. H. Bean, 1885)
- Gadomus magnifilis C. H. Gilbert & C. L. Hubbs, 1920
- Gadomus melanopterus C. H. Gilbert, 1905
- Gadomus multifilis (Günther, 1887)
- Gadomus pepperi Iwamoto & A. Williams, 1999

- Datos: Q2566335
- Multimedia: Gadomus / Q2566335
- Especies: Gadomus